# Batrachoseps incognitus
Batrachoseps incognitus é um anfíbio caudado. É endémica dos Estados Unidos. Foi descrita em 2001 pelo que pouco se sobre a sua distribuição, ecologia e o seu estado de conservação.
Pode ser encontrada na Califórnia desde o nível do mar até cerca dos 1000 metros de altitude.
O seu habitat inclui florestas.
Não são conhecidas ameaças à sua conservação.